# 沈黙の叫び
『沈黙の叫び』(原題:The Silent Scream) は1984年の妊娠中絶反対派による教育映画。監督はジャック・デュアン・ダブナーで、ナレーションをバーナード・ナサンソンが担当している。ナサンソンは産科医でNARAL（妊娠中絶権擁護全国連盟）プロチョイス・アメリカの創始者でもあるが、妊娠中絶を行う側から中絶反対の活動家に転向し、生まれる権利を守る全米委員会（National Right to Life Committee) との協力のもとこの映画を製作した。
この映画では、超音波検査による画像をもとに子宮内で行われる中絶手術が段階的に可視化される。手術のあいだ胎児は痛みと不快感から悲鳴をあげているかのように描かれる。この映画は人工中絶反対派のキャンペーンにおいて非常にポピュラーな教材であるが、医学界からはミスリーディングな内容だと批判を受けている。

## 背景
ナサンソンは自身が『沈黙の叫び』を製作するきっかけになった人物として、当時のアメリカ大統領であるロナルド・レーガンの名を挙げている。1984年1月に全米宗教放送協会（NRB）向けのスピーチで、レーガンは中絶手術において胎児は「長時間、のたうちまわるような痛み」を受けると述べたのである。マスコミと医学界はこの発言をめぐって紛糾した。アメリカ産科婦人科学会は、レーガンの発言を受けて、痛みを体験するのに必要な神経路は妊娠第三期（28週以降）にならないと発達が始まらないという声明を発表した。批評家の間では妊娠第一期でも胎児が痛みを感じるかという議論は続いていたが、レーガンに賛同するナサンソンは反論として『沈黙の叫び』の製作を決めたのである。「よくよく考えたが、これがこの問題を解決する唯一の方法だと思った。つまり中絶というものを最初から最後まで映像にしてしまうのだ」。

## 内容
産科医でもあるナサンソンは、医学の専門家として、また映画のナレーターとして、作中で詳らかにされていく人工中絶の各ステップについて解説していく。まずナサンソンは、映画を観る人間が「目のくらむような」新しい「胎児学」を目撃し、「被害者だからこそ持ちうる視点から」リアルタイムで人工中絶を目の当たりにするのだと語る。実際この映画は、12週の胎児の中絶を超音波の静止画像で追ったものである。ナサンソンはこの胎児を「子供」と表現している。
ナサンソンは、一般的な人工妊娠中絶で用いられる器具を取りあげ、手術において女性の身体に対してどのように使用するのかを淡々と実演してみせる。そして妊娠12週の時点ですでに胎児の頭は吸引装置を使うには大きくなりすぎていると述べ、妊娠6週目から脳波を出している胎児の頭の骨を砕くための鉗子の使い方をデモンストレーションする。
テレビには母親の子宮にいる胎児の超音波画像が映し出される。ナサンソンは、何が起きているのか順を追って解説し、子宮に用いる新たな器具（サクションカニューレ）について説明する。新たな器具はナサンソンがいうところの「子供」を「バラバラにして砕いて破壊する」ための最終兵器と呼ばれる。胎児は子宮への侵入者に対する準備など出来ておらず、「堕胎医の操る冷たい鋼鉄の器具によって…バラバラにされる子供は」カニューレから逃げようとする、とナレーションは続く。そしてナサンソンは視聴者に対して、胎児の心拍数が上がり、「身も凍るような沈黙の叫び」をあげる口の形になる様子に注目するようにいう。その後有名になるこの「沈黙の叫び」にけたたましい伴奏が重なり、映画はクライマックスを迎える。
ナサンソンはカニューレのような器具が女性に伏せられていることの意味について論じて、この映画を終える。彼の考えでは、この映画は人工中絶にまつわる諸問題について絶えず女性に情報提供するために必要な作品である。また『沈黙の叫び』はそれまで中絶手術を受けた胎児の写真の掲載が活字メディアに限られていたのに対して、初めてそれを電子メディアで映像化した映画でもある。

## 受容
『沈黙の叫び』は、そのプロデューサーや中絶反対派によって、世論を妊娠中絶反対に向けることのできる武器としてロビー活動に使用された。テレビ伝道師のジェリー・ファルエルの番組で初めて上映され、主要テレビ局でも一ヶ月に5回の頻度で放送された。その後この映画は高校や大学向けに広く流通し、タイム誌によれば「生まれる権利を守ることを標榜する団体によって、効果的なプロパガンダ装置として利用された」。中絶反対派からは喝采を浴び、当時の大統領であったロナルド・レーガンによってホワイトハウスでも視聴されたという。レーガン曰く「もし議員たちがこの映画を観たなら、全員が中絶の悲劇を終わらせるためにすぐさま行動に移すだろう」。映画のプロデューサーは、ビデオをアメリカ議会の全議員と連邦最高裁判所の全裁判官に送ることを計画していたと言われている。人工妊娠中絶の反対派には、この映画が出たことを受けて、中絶反対が科学的にも根拠のある思想だということの証拠だともてはやす者もいた。

### 医学界
医学界からは、この映画がミスリーディングであり虚偽的であるとの批判が多く集まった。マウントサイナイ医科大学産婦人科教授のリチャード・バーコウィッツは、この映画が「事実と異なりミスリーディングでありフェアではない」と述べている。イェール医科大学のジョン・ホビンズも「専門的にはいかさま」の部類で、ひとを欺くために特殊効果を駆使しているという。ホビンズが指摘するのは、映画において初めのうちは超音波の映像がゆっくりと流されていたのに、手術用具が胎内に挿入されるや「胎児がおびえてのたうちまわる」印象を与えるために、映像のテンポがスピードアップするからである。また「叫び」というタイトルにもホビンズは疑問符をつける。「胎児はほとんどの時間を口を開けたまま過ごす」ことを考えれば、この映画の「叫び」もその延長である可能性があるし、作中のぼやけた超音波画像上で「口」だとされている部分も、実際には胎児のあごと胸のあいだの空間ともみなせる。ヴァージニア大学小児科の学科長であるエドワード・マイヤーは、12週の時点では、胎児の脳は痛みを感じるほど十分には発達していないと証言している。ニューヨーク病院の小児神経科の長であるハート・ピータースンもやはり「12週の胎児が不快を感じるという考えは誤りだ」と述べている。
胎児の発達に関する専門家は、ナサンソンが映画において強調したのとは反対に、胎児が危険を感じたり、何かを目的とした動きをすることはないと主張している。ジョンズ・ホプキンス医科大学の神経生物学者デイビット・ボディアンは、12週目の胎児が痛みを感じるということに医学的な証拠はなく、手術道具のような外部からの刺激に対して胎児が反射的な動きをする可能性があるだけだと述べている。超音波映像や胎児のモデルの大きさについてもミスリーディングであり、作中ではまるで臨月のような大きさで胎児が表現されていたが、実際には12週の胎児の身長は5センチにも満たない。同じくジョンズ・ホプキンス医科大学のジェニファー・ニービルも、胎児が痛みにたじろぎ、逃げようとしているとナサンソンが語っていた動きは「完全に反射運動」であり、ナサンソンは吸引カテーテルを登場させると同時に映画のテンポをあげ、胎児の意図的な行動であるかのように見せようとしていると指摘している。バージニア・コモンウェルス大学病院のフェイ・レッドワインは「医者であれば誰でも、中絶を受けていない胎児による同じような画像をみせることができる」と述べている。

### 中絶反対派
生まれる権利を守る全米委員会のロン・フィッツシモンズはこの映画が「私たちに何らかの態度をとることを迫る」作品だと述べている。全米家族計画連盟(PPFA)は1985年に「『沈黙の叫び』よりも声高に事実は語る」と題したパンフレットを製作した。これは映画が「欠陥だらけの代物であり、科学的、医学的、法的に正確性を欠き、ミスリーディングな主張や誇張も含まれる」と批判する内容であった。PPFAは「国際的にも有名で、尊敬されている医師達によるパネルディスカッション」と称される、この映画を批評し討論する会議を開催するとともに、胎児の痛み、意図的な行動、有名無実な「叫び」への反証を行った。同時にPPFAは、女性、医師、その他の専門家が『沈黙の叫び』においてなされた主張に対して応答するという映画を自主的に製作し、妊娠した女性が子供っぽく、リプロダクティヴ・ライツを持つにはふさわしくない存在として描かれていたことについても批判を加えた。作家でジャーナリストのケイティー・ロイフェは映像が「まったく信用ならないプロパガンダ」であり「あからさまに事実がねじ曲げられているという意味で、本質的にホラー映画」なのだとしている。政治学者で中絶反対派のロザリンド・ペチェスキーは「視覚的な歪曲と、言葉による詐欺」であり、「医学的な証拠…というよりも、文芸作品の領域」に属するものだと表現している。

## 影響
『沈黙の叫び』は、そのショッキングな映像により「中絶反対派に鞍替えする人を無数に生んだ」作品とされている。また「後ろ暗い中絶手術を受ける女性という恐怖物語から、中絶手術を体験する胎児という恐怖物語へ社会的関心がシフトする」のに貢献したともいえる。この映画は中絶反対派の運動においてきわめて重要な作品であり、いまなお購入やダウンロードによって容易に視聴することが可能である。
ナサンソンは後に「拡張と吸引」（掻把法）の対象となる後期妊娠中絶の過程をテーマにした『理性の陰り』という続編映画を製作している。